# Манифеста

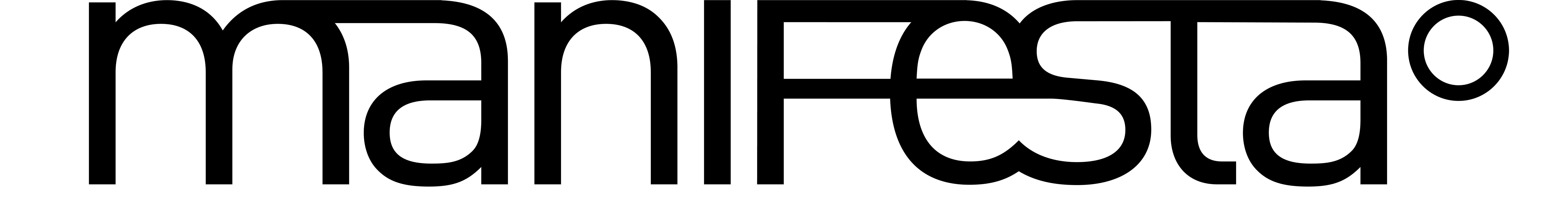
Манифеста

Манифеста (Manifesta) — кочующая европейская биеннале современного искусства.

## История
Впервые «Манифеста», европейская биеннале современного искусства, состоялась в 1996 году в Роттердаме. «Манифеста» — ровесница Евросоюза, выставка, созданная свободной Европой после разрушения Берлинской стены. «Манифеста» должна была явить миру динамику актуального художественного процесса на фоне новых географических, социальных и политических ситуаций в Европе. Главная особенность «Манифесты» — постоянная смена места проведения. Организаторы «Манифесты» рассматривают её кочевничество как страховку от коррумпированности. Несмотря на приставку «европейская», «Манифеста» не ограничивает круг художников рамками континента, приглашая к участию художников всего мира.
«Манифеста» считается биеннале преимущественно молодого европейского искусства, стараясь одновременно максимально поддерживать и новые формы кураторской работы.
«Манифесту 8» в 2010 году провели в испанском городе Мурсия. На право принять «Манифесту 8» помимо Мурсии претендовали также Гданьск и Рига.

## Места проведения «Манифесты»
- 1996 — М1: Роттердам (Нидерланды).
- 1998 — М2: Люксембург.
- 2000 — М3: Любляна (Словения).
- 2002 — М4: Франкфурт-на-Майне (Германия).
- 2004 — М5: Сан-Себастьян (Испания).
- 2006 — М6: Никосия (Республика Кипр) (отменена).
- 2008 — М7: Больцано, Тренто, Роверето, Фортецца (Италия).
- 2010 — М8: Мурсия (Испания).
- 2012 — М9: Генк (Бельгия).[5] Куратор — Куатемок Медина[6].
- 2014 — М10: Санкт-Петербург (Россия)[7]. Куратор — Каспер Кениг[8].
- 2016 — М11: Цюрих (Швейцария). Куратор — Кристиан Янковски
- 2018 — М12: Палермо (Италия). Кураторы ("креативные медиаторы") - Ипполито Пестеллини Лапарелли (Италия), Мириам Варадинис (Швейцария), Андрес Хаке (Испания), Брегтье ван дер Хак (Нидерланды) [9]

## Цитаты
- «Идея децентрализации современного искусства в маленьком Люксембурге нашла своё буквальное воплощение. Город просто не имеет в наличии ни одного крупного зала для выставки. Биеннале рассредоточилась по всем музеям, а главным местом проведения стало бывшее казино. Выставка подобного масштаба впервые попыталась потревожить размеренную жизнь бюргерского Люксембурга. Однако приезд самой модной художественной тусовки со всей Европы никак не сказался на их распорядке дня: даже в день вернисажа залы закрывались в 18.00. Опыт „Манифесты“ показывает, что современное искусство можно выставлять везде, от Люксембурга до Урюпинска. Сегодня оно способно конденсироваться в некое облако и свободно лететь в любую географическую точку. Правда, облако держит на коротком поводке координационный совет в Роттердаме. Он назначает кураторов и от него, а не от попутного ветра зависит, полетит ли оно дальше на Восток после Будапешта. И поводок он держит крепко»[10] — В. Мироненко, «Коммерсантъ», 1998.

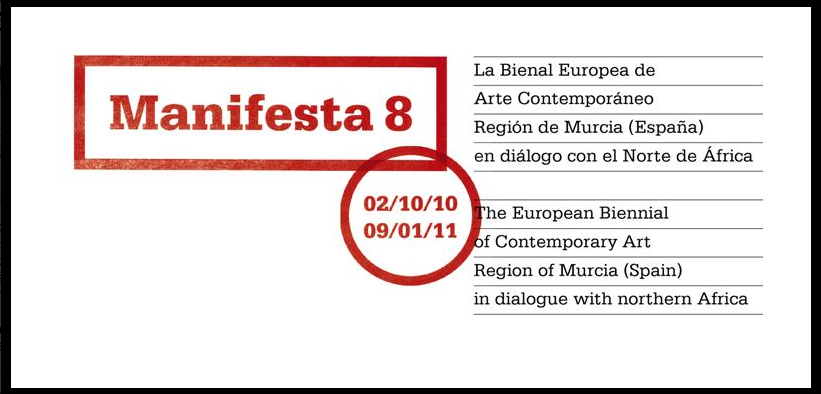
Manifesta 8 (2010)
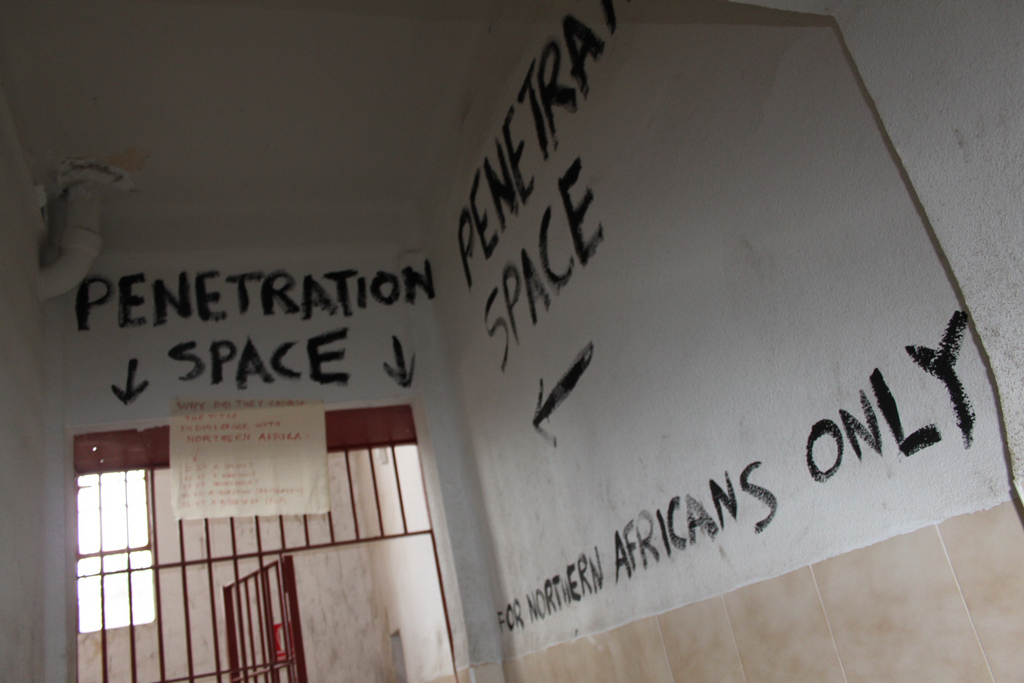
Манифеста 8